# Amari Cheatom
Amari Cheatom (* 19. Januar 1986 in New Orleans, Louisiana) ist ein US-amerikanischer Schauspieler.

## Leben und Karriere
Amari Cheatom stammt aus New Orleans. Während seiner Zeit auf der High School entdeckte er sein Interesse für das Schauspiel und sammelte in Schulaufführungen erste Bühnenerfahrung. Nach dem Abschluss studierte er an der Juilliard School. Eines seiner ersten Schauspielengagements stellte eine Rolle im Stück The Book of Grace dar, für welches er 2010 am Off-Broadway auf der Bühne stand. Zuvor lieh er bereits in Videospielen verschiedenen Figuren die Stimme, unter anderem in Midnight Club: Los Angeles und Grand Theft Auto IV. 2010 stellte er im Film Night Catches Us die Figur des Jimmy Dixon dar. Für seine Darstellung erhielt er eine Nominierung für einen Black Reel Award.
Nach Gastauftritten in den Serien Numbers – Die Logik des Verbrechens, Detroit 1-8-7 und Chase, wurde er als Roy in einer kleinen Rolle im Film Django Unchained von Regisseur Quentin Tarantino besetzt. Anschließend folgten in erster Linie Auftritte in kleineren Filmproduktionen. 2015 spielte er als Julian eine Nebenrolle im Filmdrama Knucklehead. 2017 trat er zunächst als Leon Grant im Film Crown Heights auf und stellte zudem einen Undercoverpolizisten in Detroit dar. Darüber hinaus wurde er als Carter Johnson im Kriminalfilm Roman J. Israel, Esq. – Die Wahrheit und nichts als die Wahrheit besetzt. Nachdem er eine Zeit lang hauptsächlich am Theater gespielt hatte, übernahm er im Film Judas and the Black Messiah als Collins eine Nebenrolle, der 2021 veröffentlicht wurde.

## Filmografie (Auswahl)
- 2009: Giver Taker Heartbreaker
- 2010: Numbers – Die Logik des Verbrechens (Numb3rs, Fernsehserie, Episode 6x12)
- 2010: Night Catches Us
- 2010: Detroit 1-8-7 (Fernsehserie, Episode 1x07)
- 2011: Chase (Fernsehserie, Episode 1x17)
- 2011: Georgetown (Fernsehfilm)
- 2012: Django Unchained
- 2013: Newlyweds
- 2015: Knucklehead
- 2016: The Alchemist Cookbook
- 2016: Love Under New Management: The Miki Howard Story
- 2016: Complete Silence (Kurzfilm)
- 2017: Crown Heights
- 2017: Detroit
- 2017: Roman J. Israel, Esq. – Die Wahrheit und nichts als die Wahrheit (Roman J. Israel, Esq.)
- 2018: Relaxer
- 2018: Moths & Butterflies (Kurzfilm)
- 2021: Judas and the Black Messiah

## Nominierungen (Auswahl)
Black Reel Award
- 2010: Nominierung in der Kategorie Best Breakthrough Performance für Night Catches Us